# وابیشوو
وابیشوو (به لاتین: Łabiszewo) یک روستا در لهستان است که در گمینا دنبنگتسا کاشوبسکا واقع شده‌است. وابیشوو ۲۶۰ نفر جمعیت دارد.